# Marshall Brown (cestista 1985)
Marshall D. Brown (Austin, 11 marzo 1985) è un ex cestista statunitense.